# Jerzy Flaga
Jerzy Flaga (ur. 17 czerwca 1934 w Rachodoszczach) – polski historyk, nauczyciel akademicki, profesor zwyczajny. 

## Życiorys
Absolwent Katolickiego Uniwersytetu Lubelskiego (mgr - 1962, promotor: Jerzy Kłoczowski). Doktorat w 1981 na KUL (Duszpasterstwo Zakonów w Polsce ok. roku 1772; promotor: Stanisław Litak). Habilitacja w 1999 tamże (Formacja i kształcenie duchowieństwa zakonnego w Rzeczypospolitej w XVII i XVIII wieku). Od 1962 pracował w Instytucie Geografii Historycznej Kościoła w Polsce. Profesor zwyczajny od 2005 roku. W latach 1999–2008 był kierownikiem Katedry Historii Administracji na Wydziale Prawa, Prawa Kanonicznego i Administracji KUL. Zajmuje się historią nowożytną a zwłaszcza kartografią historyczną, stowarzyszeniami kościelnymi na terytorium I Rzeczypospolitej. Członek: Towarzystwa Naukowego KUL, Instytutu Geografii Historycznej Kościoła w Polsce, Stowarzyszenia Kanonistów Polskich, Radomskiego Towarzystwa Naukowego, Centra Europeen de Recherches sur les Congregations et Orders Religieux i Polskiej Akademii Nauk oddział w Lublinie.

## Wybrane publikacje
- Zakony męskie w Polsce w 1772 roku, t. 2 cz. 1: Duszpasterstwo, Lublin: Towarzystwo Naukowe KUL 1991.
- Bibliographie de cartographie ecclésiastique, Fasc. 2: Pologne, élaborée par Ludomir Bieńkowski, Jerzy Flaga et Zygmunt Sułkowski, Leiden: E. J. Brill 1971.
- Działalność duszpasterska zakonów w drugiej połowie XVIII wieku: 1767-1772, Lublin: TNKUL 1986.
- Formacja i kształcenie duchowieństwa zakonnego w Rzeczypospolitej w XVII i XVIII wieku, Lublin: Redakcja Wydawnictw KUL 1998.
- Bractwa religijne w Rzeczypospolitej w XVII i XVIII wieku, Lublin Wydaw. KUL 2004.